# 徳田優也
徳田 優也（とくだ ゆうや）は、株式会社カプコン所属のゲームクリエイター。

## 経歴
東京理科大学経営学部卒。石田英夫ゼミ出身（ゼミ長）。学生時代に見た初代モンスターハンターのプロモーションムービーでモンスターを単なる敵ではなく生態系として表現している事に感銘を受け2004年、カプコンに入社。
モンスターハンターG以降プランナーとしてモンスターハンターシリーズの開発に関わることになる。モンスターハンター3Gよりメインプランナーを担当。
2014年には辻本良三より「次世代のモンスターハンター」の制作をオファーされ、モンスターハンター：ワールドのディレクターを担当。同作品はモンスターハンターというネームバリューによりカプコン史上初の1000万本という大台に乗る。が、それ以降はあまり売れておらず、Steamユーザー評価では圧倒的不評を叩き出した。

## 人物
モンスターハンターシリーズの中ではババコンガ、ドドブランゴ、ラージャン、ティガレックス、ナルガクルガ、ラギアクルス、イビルジョー、ジンオウガ、ブラキディオス、セルレギオス、ネルギガンテ等のモンスターを企画

## 代表的な作品

### プランナー
- モンスターハンターG（2005年）
- モンスターハンター2（2006年）
- モンスターハンター ポータブル 2nd（2007年）
- モンスターハンター ポータブル 2nd G（2008年）
- モンスターハンター ポータブル 3rd（2010年）
- モンスターハンター3（2009年）

### メインプランナー
- モンスターハンター3G（2011年）
- モンスターハンター4（2013年）
- モンスターハンター4G（2014年）

### ディレクター
- モンスターハンター：ワールド（2018年）
- モンスターハンターワイルズ　(2025年)